# Жана III Наварска
Жана III Наварска (на френски: Jeanne III, reine de Navarre; * 16 ноември 1528, замък на Сен Жармен ан Лае, Франция; † 9 юни 1572, Париж, Кралство Франция), наричана и Жана д'Албре (Jeanne d'Albret), е кралица на Навара от 1555 г. до смъртта си. Управлява съвместно със съпруга си Антоан дьо Бурбон до смъртта му през 1562 г., след което управлява самостоятелно до смъртта си през 1572 г. Жана е последната жена, седяла на наварския трон. Майка е на френския крал Анри IV Бурбон.

## Произход
Жана III е дъщеря на Енрике II, крал на Навара, и на съпругата му Маргарита Наварска, по-малка сестра на френския крал Франсоа I.

## Биография

### Ранни години
Като племенница на Франсоа I Жана получава привилегията да живее в неговия двор в Париж. Още от малка подлудява гледачките си със своята упоритост и твърдоглавие.
През 1541 г., когато е едва на 12 г., вуйчо ѝ Франсоа я сгодява за Вилхелм „Богатия“, херцог на Юлих-Клеве-Берг, брат на английската кралица Ана Клевска. Когато идва денят на сватбата, се налага френският конетабъл Ан дьо Монтморанси да я повдигне за раменете и да я довлече до олтара, за да може двамата с Вилхелм да бъдат венчани. Този чисто политически брак не е траен и близо четири години по-късно е анулиран на 22 октомври 1545 г. от папа Павел III под претекст, че не е консумиран.

### Брак с Антоан дьо Бурбон
След смъртта на Франсоа I през 1547 г. и възкачването на най-големия му син Анри II на френския трон Жана вече е свободна да се омъжи за когото пожелае. Нейният избраник е младият херцог на Вандом Антоан дьо Бурбон. Двамата са романтична двойка, въпреки неговото реноме на женкар, няколкото му известни изневери и един незаконен син.
При честите му пътувания из бойните полета като офицер на служба при Анри II Жана остава да се грижи за домакинството, което тя прави с присъщия ѝ маниер. Макар от брака си с Антоан тя да ражда пет деца, само две от тях – Анри, бъдещия крал на Франция, и Катерина доживяват до пълнолетие.

### Управление
На 25 май 1555 г. 52-годишният крал Енрике II умира в По, оставяйки короната на единственото си живо дете Жана и на нейния съпруг и Jure uxoris крал на Навара – Антоан.

#### Личност
Жана е ниска на ръст, с крехко телосложение, но силна духом жена. Лицето ѝ е продълговато, светлите ѝ очи са студени и неподвижни, устните ѝ – тънки, издаващи известна доза жестокост. Тя е изключително интелигентна, самодоволна, в тона ѝ почти винаги се усеща остра ирония и насмешка.

#### Религия
В началото на своето управление Жана създава свой съвет, ограждайки се с добре известни поддръжници на протестантството, главно калвинисти. Не отнема много време и Жана официално приема калвинизма и на Коледа 1560 г. го обявява за държавна религия. Католицизмът е забранен, католически духовници са изселени от страната, католическите ритуали са забранени, катедрали и манастири са разграбени и опожарени.
На мястото на старата вяра се появява учението на Жан Калвин, основаващо се на петте стълба (фундамента) на калвинизма: всеобща поквареност, безусловен избор, ограничено изкупление, непреодолима благодат и устояване на светиите. Жана настоява да бъде промотирана новата вяра, поръчвайки превод на Новия завет от латински на баски, за да бъде по-разбираем за поданиците ѝ, основавайки протестантско училище в Ортез, при нея е преведен на бернски Псалтирът и Катахизисът на Калвин. Въпреки нейните усилия се появява мощна католическа съпротива, но тя е разбита и католицизмът окончателно се премахва от Навара.
Макар Антоан да не проявява какъвто и да е истински интерес към религиозни въпроси, по-малкият му брат Луи е водач на протестантската партия във Франция – изключително важен пост, заеман само от предани на вярата хора. Когато Луи е смъртно ранен и впоследствие убит при обсадата на Руан през 1568 г., Жана поема поста. Тя заминава за Ла Рошел – седалище на партията, където поддържа връзка с чуждестранните си сътрудници и в продължение на години ръководи партията. Противно на очакванията, партията процъфтява, а Жана става популярен водач. При битката при Монконтур, където е разбита, тя отказва да се предаде на противника, сигурна, че следващия път победата ще бъде нейна. През 1570 г. е принудена да отстъпи пред желанието на другарите си да преговарят за мир. Подписан е т. нар. Договор от Сен Жермен, по-късно станал повод за спорове относно спазването му.
Като средство да запази мира, Жана започва преговори с Катерина де Медичи, съпруга на вече покойния Анри II, пронизан с копие в главата и убит по време на турнир през лятото на 1559 г., относно годежа на принц Анри с братовчедка му принцеса Маргьорит дьо Валоа, дъщеря на Катерина де Медичи и Анри II. Постигнато е съгласие, при условие, че Маргьорит няма да бъде задължена да се покръсти в протестантството. Сватбата е подготвена за края на лятото на 1572 г.

### Смърт
Близо два месеца преди сватбата на Анри и Маргьорит Жана се поболява и умира в Париж на 9 юни 1572 г., на 44 г. Както при всяка кралска смърт, пуснати са слухове за отравяне, но истинската причина за смъртта на кралицата е туберкулоза. Въпреки това слухът за отравяне става все по-достоверен, съчетан с лошата слава на кралица Катерина де Медичи, прославила се като най-великата отровителка във френската история, обвинявана не само за смъртта на Жана Наварска, но и за смъртта на собствения си син крал Шарл IX. Известно е, че двете кралици изобщо не се разбират. Жана пише на сина си за отношението на френската кралица:
| „ | Тя ми се подиграва, говори с мен, а после казва на други обратното на моите думи... отрича всичко, смеейки се в лицето ми... държи се с мен така позорно, че търпението ми надминава дори това на Гризелда. | “ |

В своя роман от 1845 г. „Кралица Марго“ Александър Дюма разказва как кралица Екатерина изпраща на Жана чифт парфюмирани кожени ръкавици, изкусно напоени с отрова от личния ѝ парфюмиер Рене Бианко, с които бързо е скъсен животът на Наварската кралица.

## Наследяване
Жана е наследена от сина си Анри, който на свой ред става крал на Навара и водач на хугенотите. През 1589 г., след смъртта на последния от синовете-крале на Катерина де Медичи и Анри II, самия той като далечен потомък на крал Луи IX
Свети (той е пряк потомък на сина му Робер дьо Клермон – основател на династията на Бурбоните) става и крал на Франция под името Анри IV.